# Studencki Ogólnopolski Festiwal Teatralny Kontestacje
Studencki Ogólnopolski Festiwal Teatralny  Kontestacje – lubelski festiwal teatralny, którego pierwsza edycja miała miejsce w 2005 roku. 
Festiwal gromadzi teatry działające w polskich środowiskach akademickich, i nawiązuje do tradycji ruchu teatralnego w "Chatce Żaka" z przełomu lat 70/80 oraz festiwalu "Studencka Wiosna Teatralna".
Nazwa "Kontestacje" jest zdaniem organizatorów odzwierciedleniem działalności teatrów niezależnych, sprzeciwiających się zastanym schematom funkcjonowania rzeczywistości, szukających własnej drogi, będących krytycznymi wobec wartości powszechnych. Festiwal nie posiada formuły konkursu, a jego podstawowym założeniem jest aktywizacja studenckiego środowiska do czynnego zainteresowania teatrem.